# 유라베나토르
유라베나토르(Juravenator)는 중생대 쥐라기 후기(약 1억 5,000만년 전), 오늘날 유럽 대륙에서 서식한 공룡이다. '용반류'-'콤프소그나투스과(Compsognathidae)'에 속하는 종이다. 화석은 독일에서 발견되었다. 유라베나토르의 몸 전체 길이는 약 70cm정도로 소형 공룡에 속한다.